# Falmouth (Anglia)
Falmouth (korn. Aberfal) – miasto i civil parish w Wielkiej Brytanii (Anglia), w hrabstwie Kornwalia, w dystrykcie (unitary authority) Kornwalia, nad kanałem La Manche w zatoce Carrick Roads u ujścia rzeki Fal. Początek drogi krajowej A 39. Port o znaczeniu ponadlokalnym. Leży 13,1 km od miasta Truro, 34 km od miasta Penzance i 382,9 km od Londynu. W 2001 roku miasto liczyło 21 635 mieszkańców. W 2011 roku civil parish liczyła 21 045 mieszkańców. Na wschodnim wejściu do zatoki Carrick Roads zbudowano w 1835 roku latarnię morską St Anthony.

## Osoby związane z miastem
- Sebastian Coe – brytyjski lekkoatleta
- Peter Emerson – brytyjski fotograf
- Tim Rice – poeta